# Sepp Blatter
Joseph S. Blatter (sinh ngày 10 tháng 3 năm 1936) là nhà quản lý bóng đá người Thụy Sĩ. Ông từng giữ chức chủ tịch FIFA thứ 8 từ năm 1998 đến 2015. Ông hiện đang bị FIFA cấm tham gia các hoạt động bóng đá trong 6 năm do liên quan đến vụ tham nhũng và rửa tiền gây rúng động dư luận bóng đá thế giới.

## Cuộc đời và sự nghiệp
Blatter sinh ra ở Visp, thuộc bang Valais, Thụy Sĩ. Ông học ở trường Sion, Thụy Sĩ trước khi có bằng cử nhân kinh doanh và kinh tế từ Đại học Lausanne năm 1959.
Sự nghiệp của Blatter có một lịch sử lâu dài và đa dạng bao gồm các vị trí như là Trưởng phòng quan hệ công chúng tại Ban du lịch Valaisan thuộc quê hương Thụy Sĩ của ông, cũng như làm Tổng thư ký Liên đoàn Hockey băng Thụy Sĩ. Ông từng làm giám đốc của phòng Thể thao bấm giờ và quan hệ đối tác của công ty Longines S.A. và đã tham gia vào tổ chức Thế vận hội các năm 1972 và 1976. Đầu thập niên 1970, Blatter được bầu làm chủ tịch của World Society of Friends of Suspenders, một tổ chức cố gắng ngăn cản phụ nữ thay thế đai treo (suspender belt) bằng pantyhose.

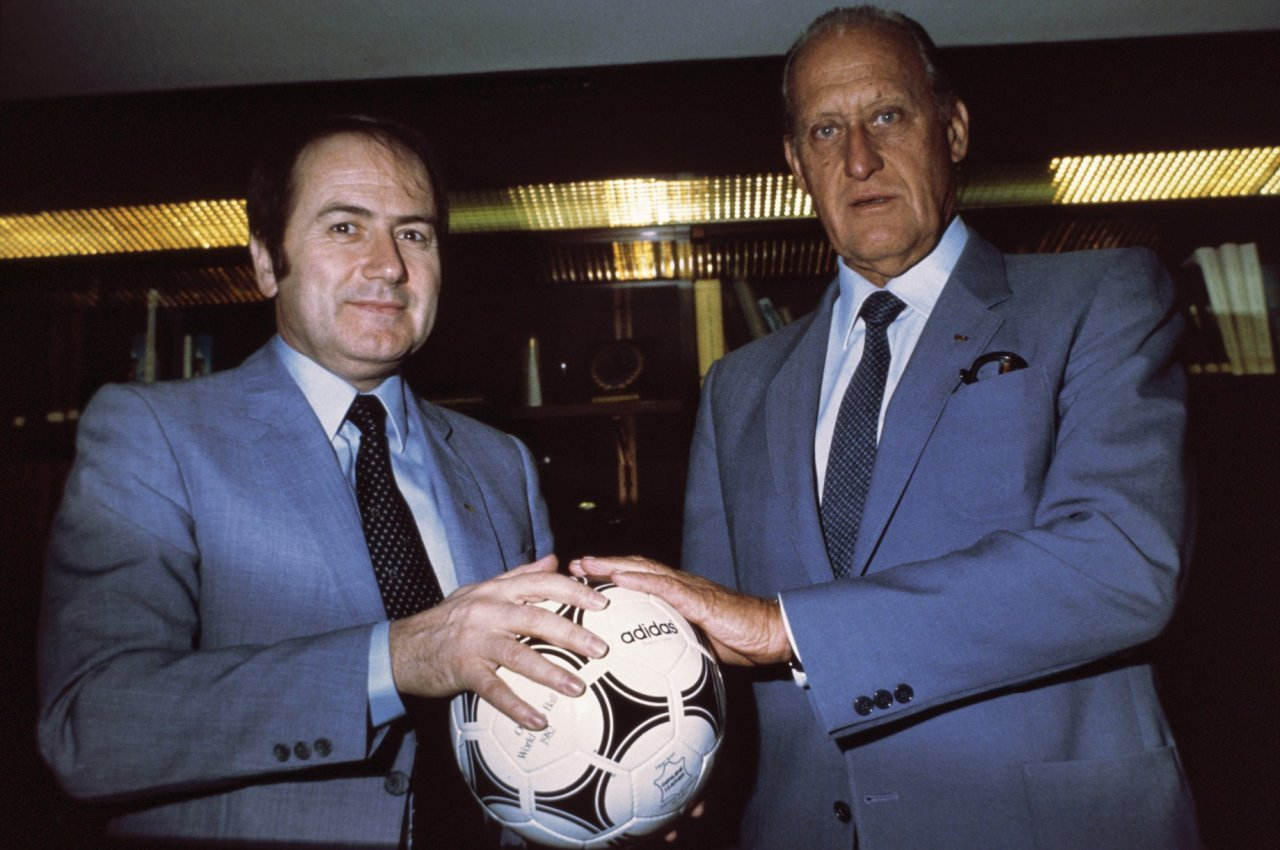
Tổng thư ký Sepp Blatter và chủ tịch João Havelange nhân dịp Giải vô địch bóng đá thế giới 1982

Vào mùa hè 1975, Blatter, theo sáng kiến của Horst Dassler, sau này là tổng giám đốc của Adidas, làm việc như là giám đốc của chương trình phát triển tại FIFA. Là giám đốc của FIFA, ông có văn phòng tại chi nhánh của Adidas ở Pháp và thời gian đầu cũng được Adidas trả tiền. Sau đó ông làm Tổng thư ký (1981-1998) trước khi ông được bầu làm chủ tịch FIFA vào năm 1998. Ông đã được tái bầu làm người đứng đầu FIFA vào năm 2002 và được bầu lại mà không có sự phản đối cho một nhiệm kỳ bốn năm ngày 31 tháng 5 năm 2007, mặc dù chỉ có 66 trong số 207 thành viên của FIFA đề cử ông. Sepp Blatter đã tìm cách trở thành chủ tịch FIFA trong nhiệm kỳ kế tiếp vào tháng 12 năm 2009.
Ngày 2 tháng 6 năm 2015, Sepp Blatter tuyên bố từ chức chủ tịch FIFA vì bê bối hối lộ giành quyền tổ chức World Cup, mặc dù ông vừa mới tái đắc cử nhiệm kỳ mới vào ngày 31 tháng 5.
Văn phòng kiểm sát tối cao của Thụy Sĩ tuyên bố vào ngày 25 tháng 9 năm 2015 là đang điều tra Blatter về những tội phạm trong quản lý. Vào ngày 8 tháng 10 năm 2015 Sepp Blatter và các nhân viên cao cấp khác của FIFA cũng như chủ tịch UEFA, Michel Platini bị cấm các hoạt động liên quan tới bóng đá 90 ngày trong khi cuộc điều tra đang tiếp diễn. Trong tháng 2 năm 2011, Blatter đã trả cho Platini 2 triệu đồng franc Thụy Sĩ được cho là tiền công về những cố vấn từ năm 1998 cho tới 2002.
Hôm 24/3/2021, Liên đoàn Bóng đá thế giới (FIFA) đã cấm cựu chủ tịch FIFA Sepp Blatter tham gia bóng đá cho đến năm 2028. Cựu tổng thư ký FIFA Jerome Valcke cũng nhận lệnh cấm có thời hạn 6 năm 8 tháng. Người phát ngôn của FIFA cho biết: "Blatter và Valcke đã bị điều tra xung quanh nhiều cáo buộc khác nhau, đặc biệt là liên quan đến các khoản tiền thưởng, các khoản chi trả cho những quan chức quản lý hàng đầu của FIFA, các sửa đổi và gia hạn hợp đồng lao động khác nhau...". Trước đó vào tháng 12/2015, ông Blatter bị cấm tham gia bóng đá trong thời gian 8 năm, sau đó bản án được giảm xuống còn 6 năm. Giờ đây khi bản án chỉ còn 7 tháng nữa là kết thúc, FIFA lại quyết định bản án thứ 2 dành cho ông Blatter là cấm 6 năm 8 tháng.

## Cáo buộc tấn công tình dục
Thủ môn Hope Solo cáo buộc cựu Chủ tịch FIFA đã chạm vào vùng nhạy cảm trong khi cô đang làm nhiệm vụ dẫn chương trình.
Nhà vô địch World Cup bóng đá nữ cho biết hành động quấy rối của Sepp Blatter diễn ra ngay trước khi cô lên sân khấu giới thiệu một giải thưởng ở gala Quả Bóng Vàng 2013.